# 内田実久
内田 実久（うちだ さねひさ）は、戦国時代から江戸時代初期にかけての武将。秋月氏の家臣。高鍋藩家老。

## 生涯
永禄2年（1559年）、筑前国の秋月種実が大友宗麟に敗れ、毛利氏を頼って周防国へ逃れた際、これを迎えて邸を提供したのが、実久の兄・内田壱岐守であるという。実久は、種実の旧領回復の際に毛利氏からの援軍を指揮して功があり（休松の戦い）、それ以降は秋月氏の宿将の一人となって、筑前左右良岳城（麻底良城）の城主に任じられた。
天正15年（1588年）、豊臣秀吉の九州平定により秋月氏が日向国財部（後に高鍋）へ移封された際には隠居料500石を拝領し、戦乱で壊滅していた新納院高城の復興に尽力した。
元和3年（1617年）に死去した。享年80。家督は長男・彦太郎が天正14年（1587年）の岩屋城の戦いで戦死していたため、次男・四郎右衛門が継いだ。